# Metofenazat
Metofenazat (łac. metofenazatum) – organiczny związek chemiczny, lek psychotropowy, pochodna fenotiazyny o działaniu silniejszym niż chloropromazyna.
Do działań niepożądanych (słabszych i występujących rzadziej niż przy stosowaniu chloropromazyny) zalicza się sztywność mięśni, drżenie, hiperkinezę i akatyzję.

## Preparaty
- Frenolon (Egis/Thiemann)[1]